# Leonore Höpfner
Leonore Emilie Höpfner (* 18. Juli 1913 in Erfurt; † 11. Juni 1998 in Freiberg (Sachsen)) war eine deutsche Bildhauerin, die auch unter den Nachnamen Lose-, Wiel- und Machner-Höpfner ihre Werke schuf.

## Leben und Wirken
Leonore Höpfner kam 1913 als Tochter des Juristen Albert Höpfner und dessen Ehefrau Lilli Rosa, geborene Paasche, zur Welt. Nach dem Tod ihres Vaters im Ersten Weltkrieg besuchte sie zunächst die Volksschule in Erfurt und anschließend, durch den Umzug ihrer Mutter nach Nordhausen, das dortige Oberlyzeum. Nach bestandenem Abitur absolvierte sie eine Ausbildung zum Silberschmied. 1938 nahm sie Privatunterricht bei dem Bildhauer Carl Melville. Von 1938 bis 1943 studierte sie an der Hochschule für Baukunst, bildende Kunst und Handwerk in Weimar bei Emil Hipp Bildhauerei. Bei einem Besuch ihrer Mutter in Nordhausen begegnete sie Käthe Kollwitz, deren Persönlichkeit sie stark beeindruckte und ihr zukünftiges Werk nachhaltig beeinflussen sollte. Ab 1945 war sie freischaffend tätig und wurde nach dessen Gründung Mitglied im Verband Bildender Künstler Deutschlands (VBKD). Freundschaften verbanden sie in dieser Zeit mit den Malern Alexander von Szpinger und Alfred Ahner, dem Karikaturisten Albert Schaefer-Ast, den Malern und Grafikern Martin Pohle und Rudolf Dellit, dem Bildhauer Hans Steger, dem Grafiker, Steindrucker, Lyriker und Philosophen Arno Fehringer, dem Komponisten Ottmar Gerster und der Fotografin A. E. von Wulffen. Als Nebenerwerb unterrichtete sie 1950 am Gymnasium in Apolda Zeichnen und Kunstgeschichte.
1952 erfolgte mit ihrem zweiten Ehemann, dem Architekten Leopold Wiel, der Umzug nach Dresden. Im Atelierhaus in Loschwitz entstanden neben den ihr eigenen Plastiken auch Arbeiten für den öffentlichen Raum, wie zum Beispiel Reliefs für die Wohnbauten Weberwiese in Berlin-Friedrichshain. Mit der dritten Ehe wurde ab 1964 Freiberg zu ihrem Lebensmittelpunkt. Hier widmete sie sich vornehmlich der Familie, ehe sie Ende der 1970er Jahre und in den 1980er Jahren wieder Plastiken schuf und als Novum Medaillen gestaltete.
Höpfner war dreimal verheiratet und hatte aus jeder Ehe einen Sohn. Sie starb 85-jährig in Freiberg. Ihre Urne wurde auf dem Friedhof von Apolda, dem Geburtsort ihres letzten Ehemanns, dem Mathematiker Joachim Machner, beigesetzt.

## Werk

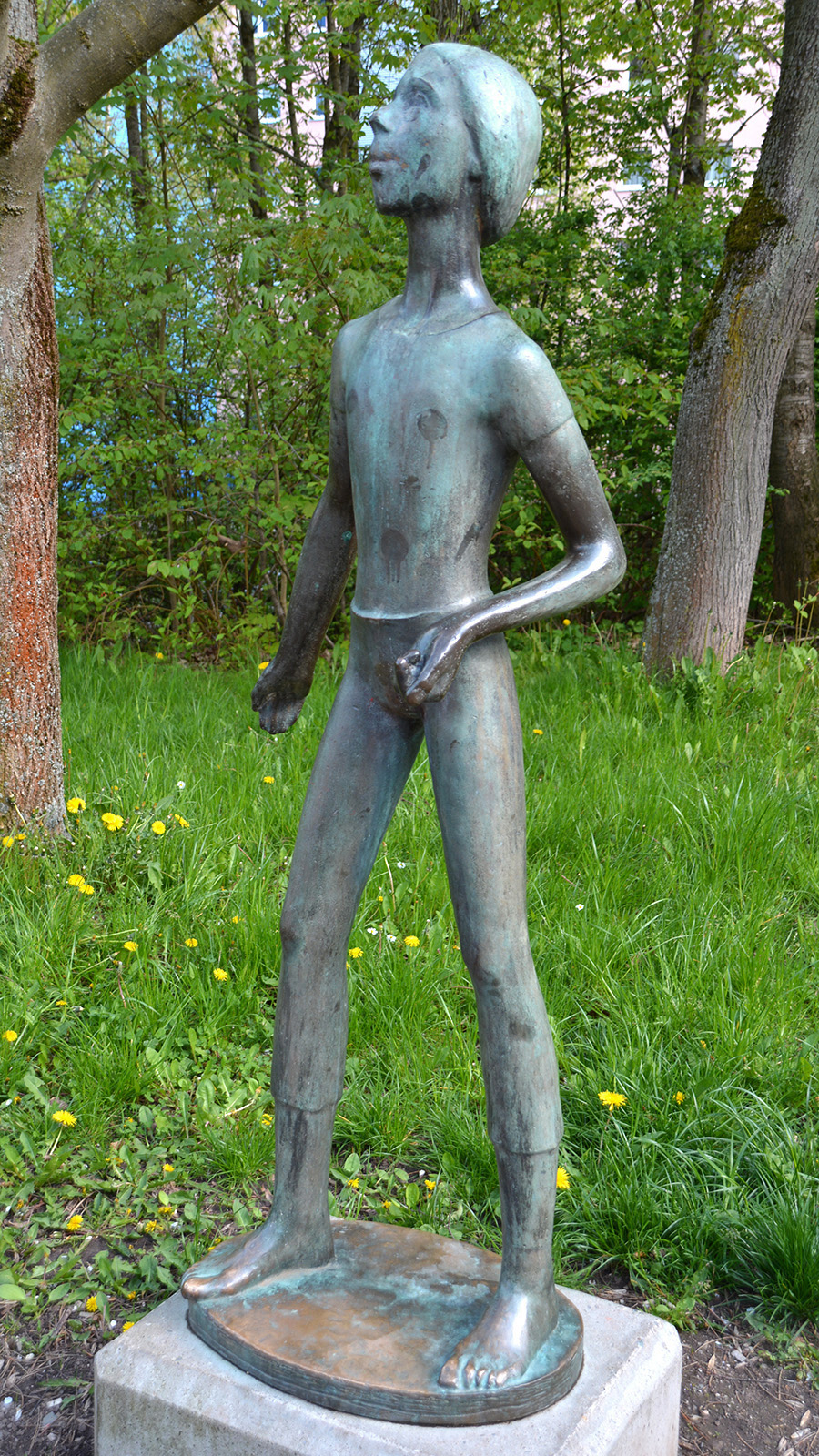
Plastik Knabe in Chemnitz-Markersdorf

Zentrales Thema war für Höpfner der weibliche Körper – in voller Ausprägung, als Torso, als Büste oder als Mutter mit Kind. Zum plastischen Werk gehören aber auch Kopfbüsten von Männern, Gesichtsmasken, Reliefs für Wohnbauten und Medaillen. Als Material dominierte der gebrannte Ton. Einzelne Plastiken wurden auch in Bronze gegossen. Ihr Anspruch an das Ergebnis bestand stets darin, den drei Kategorien Modell, Material und Form möglichst ausgewogen gerecht zu werden. Die meisten ihrer Arbeiten entstanden in der Weimarer Zeit bis 1950. Nur wenige ihrer Arbeiten sind einer breiten Öffentlichkeit bekannt. Viele, meist kleinere Plastiken, befinden sich in Privatbesitz.
Ausgewählte Arbeiten sind:
- Stehendes Mädchen[3]
- Gestreckter Torso (1948), Kunstsammlungen Chemnitz[4]
- Kopf des Mathematikstudenten J. M. (1951, Ton, gebrannt)[5][6]
- Kopf einer Frau (1952, Gips als Vorarbeit für Bronze)[7][6]
- Kopf von Albert Schaefer-Ast
- Puppenspiel mit zwei Puppen[8]
- Knabe (1982), Chemnitz-Markersdorf[9]
- Mutter mit Kind[10]

## Ausstellungsbeteiligungen
- 1946: Weimarer Künstler stellen aus, Thüringisches Landesmuseum Weimar[3]
- 1953: Dritte Deutsche Kunstausstellung, Dresden[11]
- 1979, 1984: Die Kaue, Stadt- und Bergbaumuseum Freiberg
- 1984/1985: Retrospektive 1945 – 1984. Bildende Kunst im Bezirk Karl-Marx-Stadt, Karl-Marx-Stadt, Städtisches Museum am Theaterplatz